# Das Lied des Achill
Das Lied des Achill (englischer Originaltitel: The Song of Achilles) ist der Debütroman der US-amerikanischen Autorin Madeline Miller und wurde erstmals 2011 im Verlag Bloomsbury Publishing veröffentlicht. Der Roman erzählt die Beziehung zwischen Patroklos sowie Achill als Liebesgeschichte und wurde 2012 mit dem renommierten Orange Prize for Fiction ausgezeichnet.

## Handlung
Patroklos ist ein körperlich wenig aussichtsreiches Kind, was ihn bei seinem Vater Menoitios ungeliebt macht. Im Kindesalter versucht Menoitios, Patroklos mit Helena zu verheiraten, welche jedoch beschließt, Menelaos zu heiraten. Zusammen mit den anderen zahlreichen Bewerbern schwört der junge Patroklos, die Wahl Helenas zu respektieren und die Rechte des von dem jungen Mädchen gewünschten Bräutigams zu verteidigen.
Nachdem Patroklos versehentlich einen jungen Adelssohn getötet hatte, der versucht hatte, ihm einige Würfel zu stehlen, schickt Menoitios seinen Sohn nach Phthia zu Peleus und entkleidet ihn seines Titels. Fortan wächst Patroklos unter dem Schutz von Peleus mit Waisen und Vertriebenen auf, kann sich jedoch zunächst nicht gut integrieren. Mit der Zeit gelangt er in die Gunst des gleichaltrigen Halbgottes Achill, des Sohns des Peleus und der Göttin Thetis, der ihn als seinen Lieblingsgefährten bestimmt. Die Wahl überrascht Peleus sowie Thetis und wird von Thetis nicht akzeptiert. Trotzdem entwickelt sich schnell eine tiefe Freundschaft. Bereits mit zehn Jahren ist Achill durch außergewöhnliche Schönheit und Kampffertigkeit gekennzeichnet. Sein Training absolviert er zunächst allein, doch weiht er mit der Zeit auch Patroklos in seine herausragenden Fähigkeiten ein.
Die Jahre vergehen und die Beziehung zwischen den beiden Jungen vertieft sich immer mehr, bis Patroklos Achill küsst. Nach dem Kuss lässt Achill Patroklos in Verzweiflung zurück, ein Zustand, der durch die Entdeckung, dass Achill in der Nacht verschwunden ist, noch verschlimmert wird. Patroklos begibt sich auf die Spur seines Freundes und findet ihn, nachdem er mehrere Stunden herum geirrt ist. Achill wurde zu Cheiron geschickt, um bei ihm in Lehre zu gehen. Fortan leben die Jungen mit dem Zentauren in seiner Höhle im Pelion und erleben dort glückliche Jahre. Im Alter von sechzehn Jahren gelingt es den beiden jungen Männern schließlich, ihre Gefühle füreinander zu gestehen und ihre Liebe zum ersten Mal zu vollziehen.
Die Idylle auf dem Berg Pelion wird abrupt durch Boten von Achills Vater unterbrochen, die Achill befehlen, sofort in den Palast zurückzukehren. Dort erfahren Achill und Patroklos, dass Helena entführt und nach Troja verschleppt wurde, was den Zorn von Menelaos und seinem Bruder Agamemnon auslöste. Agamemnon beschließt daraufhin eine Armee aufzustellen, um seine Schwägerin zurückzuholen und Troja zu zerstören. Doch Achill ist nicht am Krieg interessiert und lehnt das Angebot, in die Armee einzutreten, ab. In der folgenden Nacht verschwindet der junge Prinz auf mysteriöse Weise und stürzt Patroklos erneut in Verzweiflung. Patroklos fleht Peleus an, ihm zu verraten, wo Achill sei, und der König gesteht nach schwachen Protesten, dass sein Sohn von Thetis auf die Insel Skyros gebracht worden sei. Patroklos setzt die Segel zur Insel, wo er von Prinzessin Deidameia, der Tochter des Königs Lykomedes, begrüßt wird. Hier findet Patroklos seinen geliebten Achill, den Thethis und Deidameia als Frau gekleidet haben, damit die Boten Agamemnons ihn nicht finden. Die Freude des Patroklos, Achill wiederzusehen, wird durch die Entdeckung getrübt, dass der Prinz mit Deidameia geschlafen hat, die nun einen Sohn von ihm erwartet. Achill erklärt ihm jedoch, dass es Thetis war, die ihn zu einer Beziehung mit der Prinzessin zwang, nachdem sie ihm versprochen hatte, dass sie Patroklos ihr Versteck verraten würde, wenn er Deidameia schwängern würde. Trotz der Ereignisse finden Patroklos und Achill schnell wieder zueinander. Ihr Glück in Skyros dauert jedoch nur sehr kurz. Odysseus und Diomedes besuchen Lykomedes, und mit einer List entlarven sie Achill, der immer noch als Frau verkleidet ist.
Thetis hatte ihren Sohn auf der Insel versteckt, um zu verhindern, dass er von Agamemnon rekrutiert wird, da sie von einer Prophezeiung weiß, die ankündigt, dass Achill unmittelbar nach dem Mord an Hektor den Tod in Troja finden würde. Odysseus, der von Athene beschützt wird, offenbart Achill die gesamte Prophezeiung, einschließlich dessen, was Thetis verbergen wollte: Achill wird jung sterben und ewigen Ruhm erhalten, oder aber er wird in allgemeiner Gleichgültigkeit alt werden und sein Name wird bei seinem Tod vergessen sein. Unfähig in Vergessenheit zu geraten, beschließt Achill nach Troja aufzubrechen. Achill verspricht Patroklos das Schicksal zu überlisten, da er nicht die Absicht habe, Hektor zu töten. Aufgrund seiner tiefen Liebe begleitet Patroklos Achill auf seinem Weg nach Troja.
Nach einer letzten Reise nach Phthia, um das Heer der Myrmidonen in Empfang zu nehmen, schließen sich Achill und Patroklos der gesamten griechischen Flotte an und lernen den stolzen Agamemnon kennen. Ein Windmangel zwingt die Flotte allerdings an Land zu bleiben. Kalchas enthüllt, dass die Windstille, aufgrund des zu erwarteten vergossenen Bluts bei einer Belagerung Trojas, eine Bestrafung der Artemis sei. Agamemnon bietet Achill daraufhin die Hand seiner Tochter Iphigenie an, der sie annimmt. Als die junge Priesterin ihrem schönen Bräutigam entgegenkommt, lässt Agamemnon seine eigene Tochter plötzlich zum Entsetzen Achills opfern. Durch das Tribut lässt Artemis die Winde nun frei wehen, so dass die Flotte nach Troja auslaufen kann.
Die Griechen eroberten die Strände vor Troja und es zeigte sich schnell, dass Achill ein sehr schneller und überaus tödlicher Krieger ist. Sobald das Lager am Strand eingerichtet ist, führt Agamemnon die anderen Könige, darunter Achilles, Odysseus, Diomedes, Idomeneus und Ajax, bei verschiedenen Raubzügen an. Die Kriegsbeute wird unter den Beteiligten aufgeteilt, wobei Achill, angetrieben durch Patroklos, die junge Brisëis für sich beansprucht. Patroklos tat dies, um das Mädchen vor der Vergewaltigung durch seine Kameraden zu retten. Mit der Zeit rettet Patroklos weitere Frauen vor der Gewalt der Griechen, indem er Achill bittet, die gefangenen Sklavinnen für sich zurückzufordern. Allerdings verbindet ihn nur mit Brisëis eine tiefe Freundschaft und eine einzigartige emotionale Bindung, die ihn fast von seiner Liebe zu Achill ablenkt.
Nach einer gescheiterten Verhandlung beginnt der Krieg zwischen Griechen und Trojanern und Patroklos findet sich auf dem Schlachtfeld wieder und wird Zeuge der kriegerischen Heldentaten seines Geliebten. Patroklos, der aufgrund seiner mangelnden Kampffähigkeit kaum in der Lage ist sich selbst zu verteidigen, wird auf dem Schlachtfeld stets von Achill beschützt. Während des nicht zu enden scheinenden Krieges kämpft Patroklos immer weniger und macht sich stattdessen bei der Behandlung verletzter Soldaten im Lager nützlich, wo ihm das von Cheiron vermittelte Wissen hilft. Patroklos unterstützt Machaon und lernt während seiner Heiltätigkeit weite Teile der griechischen Armee kennen.
Achill schafft es sein Leben zu verlängern, indem er vermied Hektor von Angesicht zu Angesicht gegenüberzustehen und die Prophezeiung zu erfüllen. Acht Jahre nach Beginn des Krieges wird die Beziehung von Patroklos und Achill getrübt, als Thetis eine weitere Prophezeiung ankündigt, wonach innerhalb von zwei Jahren „der Beste der Myrmidonen“ sterben und darauf der Tod von Hektor und Achill folgen würde. Die beiden sind von der Prophezeiung überrascht, da sie impliziert, dass Achilles nicht der Myrmidone ist.
Die Situation im griechischen Lager spitzt sich zu, als Agamemnon die junge trojanische Priesterin Chryseis für sich beansprucht, obwohl ihr Vater Chryses, der Hohepriester Apollos, um ihre Befreiung bittet. Chryses bittet Apollo die Griechen zu bestrafen, woraufhin im Lager die Pest ausbricht, die den Tod vieler Soldaten bringt. Unzufrieden mit den Umständen beruft Achill eine Versammlung ein und lässt den Wahrsager Kalchas sprechen, der enthüllt, dass die Pest eine Strafe des Apollos sei. Agamemnon, der sich angegriffen fühlt und seit Jahren Ressentiments gegen Achilles hegt, willigt ein, Chryseis auszuliefern, verlangt im Gegenzug um Achill zu demütigen aber, dass ihm Brisëis übergeben wird. Trotz seiner Wut auf Agamemnon akzeptiert Achill die Übergabe Brisëis, was Patroklos verärgert, der in Achilles nicht mehr die Züge sieht, die er seit über zehn Jahren an ihm liebt. Patroklos geht zu Agamemnon und verrät mit einem Blutschwur seinen Geliebten, indem er Achills Absichten offenbart: Achilles ließ Agamemnon Brisëis nur deshalb mitnehmen, weil er weiß, dass im Falle einer Vergewaltigung Brisëis‘ durch Agamemnon Achill vor den Griechen eine gewaltsame und blutige Rache rechtfertigen könnte. Agamemnon ist sich der Situation bewusst und erklärt sich bereit, Brisëis nicht anzurühren. Eine Auslieferung Brisëis‘ würde er jedoch erst akzeptieren, wenn Achill ihn auf Knien anflehe.
Achill ist zunächst durch den Verrat von Patroklos entsetzt, versteht am Ende allerdings seine Beweggründe und die beiden schließen Frieden. Während Achill zwar auf Rache verzichtet, beschließt er, nicht mehr in den Kampf zu ziehen. Achill verhofft sich, dass Agamemnon sich durch die zunehmenden militärischen Misserfolge dazu gedrängt sieht, ihn um Vergebung zu bitten. Der Plan wird von Thetis unterstützt, die von Zeus die Unterstützung der Trojaner erbat. Unter der Unterstützung weiterer Herrscher, darunter Sarpedon, zwingen die Trojaner die griechische Armee schließlich bis zum Strand zurück, weshalb Agamemnon Achill reiche Geschenke und die Rückkehr Brisëis anbietet. Achill erwartet allerdings weiterhin, dass Agamemnon ihn auf Knien um Vergebung bittet und lehnt daher das Angebot trotz der zugespitzten Lage ab. Phoenix, Achills früherer Erzieher, versucht ihn umzustimmen und macht darauf Aufmerksam, dass sein langes Abwarten bereits den Tod zu vieler Griechen verursacht habe und damit dem Ruhm seiner Heldentaten schmälere.
Achill  fürchtet den Verlust seiner Ehre, die aufgrund seines bevorstehenden Todes sein einziges Vermächtnis ist und will keine Vernunft walten lassen. Geplagt von dem Tod seiner Kameraden bittet Patroklos Achill ihn in seiner Rüstung in den Kampf ziehen zu lassen, da er weiß, dass allein die Erscheinung Achills die Griechen stärken und die Trojaner verängstigen würde. Nach vielen Bitten akzeptiert Achill Patroklos Vorschlag unter der Bedingung, dass Patroklos den Strand nicht verlässt und nicht selbst kämpft. Nach einem letzten Kuss führt Patroklos die Myrmidonen in die Schlacht, und zunächst ist sein Plan erfolgreich. Beim Anblick von „Achill“ zerstreuen sich die Trojaner, auch weil Patroklos ein unerwartetes militärisches Talent zeigt, indem er den mächtigen Sarpedon tötet. Doch Patroklos wagt zu viel und bricht im Rausch der Schlacht das Versprechen, das er Achilles gegeben hat, und wird von Hektor getötet.
Patroklos setzt die Erzählung fort, auch wenn er tot ist, und beschreibt das unausweichliche Ende des Krieges: Getrieben von dem unermesslichen Schmerz über den Tod seines Geliebten, für den er sich verantwortlich fühlt, kehrt Achill in die Schlacht zurück, begeht ein beispielloses Massaker an Trojanern und tötet Hektor auf barbarische Weise, dessen Leiche er mehrere Tage am Streitwagen umherschleift. Achills Zorn lässt erst dann nach, als der alte König Trojas und Vater Hektors Priamos nachts in sein Zelt geht, um die Rückgabe des Leichnams zu erbitten, dem Achill schließlich zustimmt. Nachdem Achill einen gewissen Frieden mit sich selbst gefunden hat, erlaubt er auch die Einäscherung von Patroklos und erbittet, dass nach seinem eigenen Tod seine und Patroklos‘ Asche in einer Urne vermengt werden.
Mit dem Wunsch, getötet zu werden, kehrt Achill in die Schlacht zurück und wird von Paris mit Unterstützung von Apollo durch einen Pfeil getötet. Die Asche Achills wird mit der von Patroklos in einer Urne vermengt. Auf Achills Tod folgt die Landung von Neoptolemos, dem Sohn, den Achill mit Deidameia zeugte und der von Thetis aufgezogen wurde. Der elfjährige Junge erweist sich als grausam und gewalttätig, beansprucht Brisëis für sein Bett und will nicht, dass der Name des Patroklos neben dem Achills auf dem Gedenkstein über deren Urnengrab geritzt wird. Der Befehl empört die griechischen Könige, die Patroklos schätzten und ihm eine würdige Bestattung einräumen möchten, damit die Seele des Verstorbenen seinen geliebten Achill in der Unterwelt erreichen kann. Mit der List des Pferdes erobern die Griechen Troja, und Neoptolemos zeigt große Grausamkeit, indem er nicht nur Priamos, sondern auch den sehr jungen Sohn des Hektors, Astyanax, barbarisch tötet. Dann tötet er auch Brisëis, die zuvor versuchte ihn mit einem Messer zu töten.
Nachdem die Griechen den Sieg errungen hatten, setzten sie die Segel in Richtung Heimat, die sie seit zehn Jahren nicht mehr gesehen hatten. Patroklos‘ Geist verbleibt an dem Ort, an dem er seine letzten zehn Jahre gelebt hatte. Thetis, die um den Tod ihres Sohnes trauert, zeigt schließlich etwas anderes als Feindseligkeit gegenüber Patroklos und bittet ihn, ihr alles über Achill zu erzählen. Thetis hört sich tagelang die Geschichte von Patroklos und seiner großen Liebe zu Achill an und lernt dabei Dinge zu verstehen, die sie, obwohl sie sie gesehen hat, nie über ihn verstanden hat. Als Patroklos seine Geschichte beendet, graviert Thetis seinen Namen in den Grabstein ein und drängt ihn, zu Achill zu gehen, da er in der Unterwelt auf ihn warte.

## Kritiken
Peter Zander hebt in der Berliner Morgenpost hervor, dass Miller trotz des Rückgriffs auf die griechische Mythologie ein originelles und eigenständiges Werk gelungen sei, das Lust auf ältere Sagen mache. Natalie Haynes würdigt das Werk in The Observer als eine zutiefst berührende Version der Achilles-Geschichte. Kritik wurde von Daniel Mendelsohn in der New York Times laut, da sich der Roman zu oft wie „Fastfood“ anfühle.

## Deutsche Ausgaben
- Madeline Miller: Das Lied des Achill. Aus dem Amerikan. von Michael Windgassen. Bloomsbury, Berlin 2011, ISBN 978-3-8270-1031-5.
- Madeline Miller: Das Lied des Achill. Berlin Verlag, Berlin 2013, ISBN 978-3-8333-0868-0.
- Madeline Miller: Das Lied des Achill. Eisele Verlag, München 2020, ISBN 978-3-96161-082-2.